# قلعه انگشت گبری
انگشت‌گبری نام قلعه‌ای از قلاع باقی‌مانده دوره ساسانی (بهرام گور) و سده‌های اولیه دوران‌های تاریخی پس از اسلام است؛ در شمال شهر سروستان، انتهای جاده کمربندی سروستان به سمت فسا واقع شده‌است. این اثر در تاریخ ۱ مرداد ۱۳۸۶ با شمارهٔ ثبت ۱۹۳۰۰ به‌عنوان یکی از آثار ملی ایران به ثبت رسیده‌است.

## موقعیت قلعه
در ارتفاعات شمالی سروستان موسوم به کوه قلات، آثار قلعه‌ای به چشم می‌خورد که از سنگ و ملات گچ ساخته شده‌است. نحوه ساخت و موقعیت مکانی، حاکی از آن است که خصوصیات تدافعی در این قلعه مد نظر بود. این قلعه شامل حصاری است که در چهار گوشه آن چهار برج قرار داشت. مجموعه‌ای از ساخت و سازهای این حصار ویران شده و بخشی از آن در زیرخاک مدفون است. در ضلع جنوبی این قلعه چاهی در میان صخره‌های سنگی حفر شده که مردم آن را پر از استخوان انسان می‌دانند.

## نوع معماری
سطح زیادی از درون قلعه با سفال‌های نخودی رنگ پوشانده شده که ضخیم و دارای خطوط موازی و هندسی کنده شده هستند و شن به عنوان ماده چسباننده در آن‌ها به کار رفته‌است. تاریخ این سفال‌ها بیشتر به قرون اولیه اسلامی بازمی‌گردد. از نظر قدمت و کاربرد، این مکان را می‌توان با قلعه‌هایی به همین نام در ارتفاعات فراشبند، فیروزآباد، قیر، استهبان، چکاب کربال مقایسه نمود.